# Ivan Djuro Višošević
Ivan Djuro (Gjuro, Đuro) Višošević (Stojdraga, 25. listopada 1887. - Zagreb, 9. prosinca 1969.), hrvatski katolički svećenik i protoiguman (provincijal) Reda sv. Bazilija Velikog u Hrvatskoj. Bio je rektor Grkokatoličkog sjemeništa u Zagrebu i provikar Križevačke eparhije. 

## Životopis
Ivan Djuro Višošević u Lavovu (Ukrajina) završava studiju filozofije, a zatim u Rimu studira teologiju i crkveno pravo   te   oboje   na   kraju   kruni   doktoratom. Postaje monah Reda sv. Bazilija Velikog (OSBM) i kasnije protoiguman (provincijal) OSBM za Kraljevinu Jugoslaviju, kasnije za NDH (1941.-45.) te od 1945. za Socijalističku Federativnu Republiku Jugoslaviju. Tada čine Red sv. Bazilija Velikog u Zagrebu o. dr. Benedikt Vladimir Sabov, provinc. savj., o. Inokentije Ivan Timko, provinc. savj. i nadstojnik nauka, Ivan Julijan Kuhar, svrš. bogoslov, i br. Josafat Silvestar Kanjuh.
Na   prijedlog križevačkog vladike Dionizije Njaradija Sveta Stolica odobrava da upravu Grkokatoličkog sjemeništa u Zagrebu preuzmu monasi Reda sv. Bazilija Velikog. Time postaje rektor Grkokatoličkog sjemeništa u Zagrebu 1924. pa sve  do 1956. izvršava ovu važnu funkciju unutar Križevačke eparhije. U to vrijeme pada i teško vrijeme rata te teror ustaškog i kasnije komunističkog režima. 
Dana 23. veljače 1933. održana je osnivačka skupština Društva prijatelja Ukrajinaca u Zagrebu. I
iza ovog osnivanja de facto prvog međuukrajinsko-hrvatskog (tada južnoslavenskog) društva stoji Vasilj Vojtanovskij, a jedan od utemeljivača bio je i rektor grkokatoličkog sjemeništa dr. Ivan Djuro Višošević.
Za Sestre bazilijanke u Zagrebu protoiguman o. dr. Ivan Đuro Višošević, i sam redovnik bazilijanac, izradio je početkom 1946. Pravilnik za sestre katehistice i župne pomoćnice.